# Tiên Sơn (Quảng Nam)
Tiên Sơn is een xã in het district Tiên Phước, een van de districten in de Vietnamese provincie Quảng Nam. Tiên Sơn heeft ruim 3900 inwoners op een oppervlakte van 23,24 km².

## Geografie en topografie
Tiên Sơn ligt in het uiterste noorden van de huyện Tiên Phước.